# 竹田站 (两江道)
竹田站（韓語：죽전역）是朝鮮民主主義人民共和國两江道金亨稷郡竹田里的一個鐵路車站，属于北部内陆线。

## 历史
- 1988年8月3日，落成使用。

## 邻近车站
北部内陆线
蘆灘站 - 竹田站 - 五弯站